# Bourgheim
Bourgheim je občina v departmaju Bas-Rhin francoske regije Alzacija.
Leta 2009 je v občini živelo 585 oseb oz. 207 oseb/km².